# Монтемурло
Монтемурло (итал. Montemurlo) — коммуна в Италии, располагается в регионе Тоскана, в провинции Прато.
Население составляет 18 332 человека (2008 г.), плотность населения составляет 598 чел./км². Занимает площадь 31 км². Почтовый индекс — 59013. Телефонный код — 0574.
В коммуне 3 мая особо празднуется Воздвижение Креста Господня.

## Демография
Динамика населения:

## Администрация коммуны
- Официальный сайт: http://www.comune.montemurlo.po.it/